# Barra do Guarita
Barra do Guarita est une ville brésilienne du nord-ouest de l'État du Rio Grande do Sul. Elle est séparée de l'État de Santa Catarina par le rio Uruguai.